# Vulcano Korovin
Il Vulcano Korovin è uno stratovulcano attivo che si eleva a Nord della Caldera Atka e del suo picco Kliuchef e, insieme con la caldera costituisce la parte settentrionale dell'Isola Atka, nelle Aleutine.
Il cono vulcanico ha una larghezza basale di circa 7 km di diametro ed è caratterizzato dalla presenza di due crateri sommitali distanti appena 600 metri l'uno dall'altro. Il cratere settentrionale è costituito da una piccola depressione simmetrica mentre quello meridionale è asimmetrico e profondo con un diametro di circa 1 km. Più a sud del complesso principale è presente un piccolo cono di scorie di nome Konia.